# Gyrinina
Gyrinina là một phân tông bọ cánh cứng trong họ Gyrinidae. Phân tông này được miêu tả khoa học năm 1810 bởi Pierre André Latreille.

## Chi
Phân tông này gồm các chi:
- Anagyrinus Handlirsch, 1906
- Aulonogyrus Motschulsky, 1853
- Gyrinoides Motschulsky, 1856
- Gyrinopsis Handlirsch, 1906
- Gyrinulopsis Handlirsch, 1906
- Gyrinus Müller, 1764
- Metagyrinus Brinck, 1955